# ГЕС Рапел
ГЕС Рапел (ісп. Rapel) — гідроелектростанція в центральній частині Чилі у регіоні Лібертадор-Хенераль-Бернардо-О'Хіггінс (VI Регіон). Становить нижній ступінь каскаду у сточищі річки Рапел (впадає до Тихого океану за 120 км на південний захід від столиці країни Сантьяго), знаходячись при цьому нижче від ГЕС Саузаліто (працює на правому витоку Рапел річці Качапоаль) та ГЕС Ла-Ігера (розташована на лівому витоку річці Тінґіріріка).
У межах проекту Рапел у районі злиття її двох витоків перекрили бетонною арковою греблею висотою 112 метрів та довжиною 350 метрів, яка утримує водосховище з об'ємом 695 млн м3. Споруджений у правобережному масиві машинний зал обладнали п'ятьма турбінами типу Френсіс потужністю по 75,4 МВт, які при напорі у 76 метрів забезпечують виробництво 542 млн кВт-год електроенергії на рік.
Для видачі продукції встановлені на станції трансформатори підіймають напругу до 230 кВ.